# Sciapus obversicornis
Sciapus obversicornis är en tvåvingeart som beskrevs av Daniel J. Bickel 1994. Sciapus obversicornis ingår i släktet Sciapus och familjen styltflugor. Inga underarter finns listade i Catalogue of Life.